# Slørhat-ordenen
Slørhatte er orden af de svampe der kaldes lamelsvampe, dvs. hvor frugtlegemet er en paddehat med lameller på undersiden. 
| Familier |

- Slørhat-familien (Cortinariaceae)

| Svampe | Spire Denne artikel om svampe er en spire som bør udbygges. Du er velkommen til at hjælpe Wikipedia ved at udvide den. |